# Домовый точильщик
Домовый точильщик (лат. Hadrobregmus pertinax) — вид довольно крупных жуков из семейства жуков-точильщиков. Морфологически схож с более вредным точильщиком — мебельным точильщиком (Anobium punctatum). Личинки домового точильщика поражают преимущественно мёртвую древесину, в том числе постройки.

## Распространение
Жук широко распространён в Европе, на Кавказе и Закавказье, в Малой Азии, в европейской части России, в Сибири до Иркутска, в Японии, Китае, Корее.

## Описание
Тело чёрно-бурое или красно-бурое, в длину достигает от 4,8 до 7 мм. С обеих сторон углов переднеспинки имеются два пятна из золотистых волосков. Среднегрудь с глубоким желобком по всей длине. На заднегруди этот желобок продолжается только в передней её части.

## Биология
Личинки развиваются в мёртвой древесине хвойных и лиственных деревьев. До заселения точильщиков эта древесина часто бывает заражена домовым грибом. Иногда обнаруживается в деревянных постройках и складах лесоматериалов, изредка — в мебели. Продолжительность развития на хвойных составляет от двух до четырёх лет. Зимуют на стадии личинки и имаго.

## Галерея

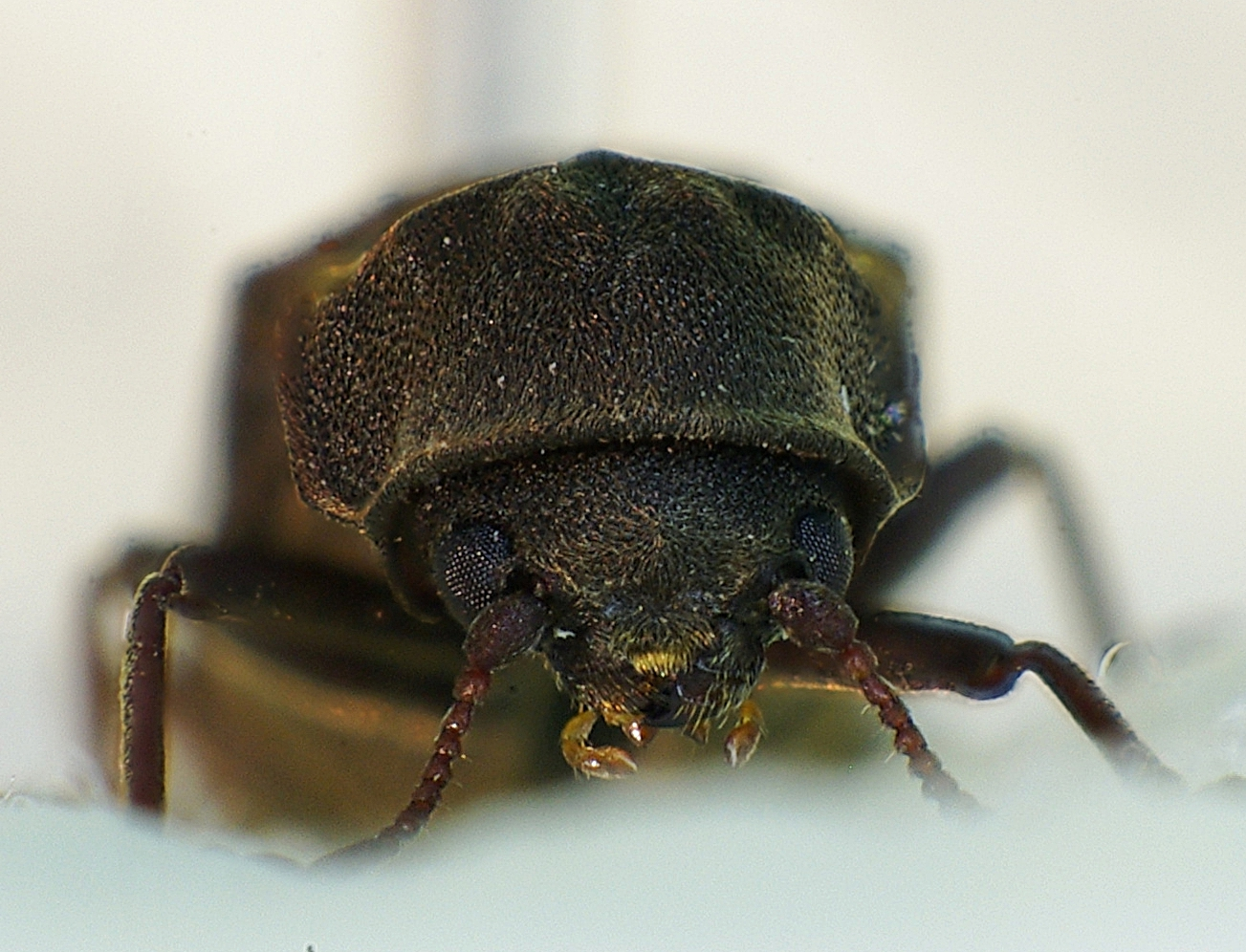
лоб
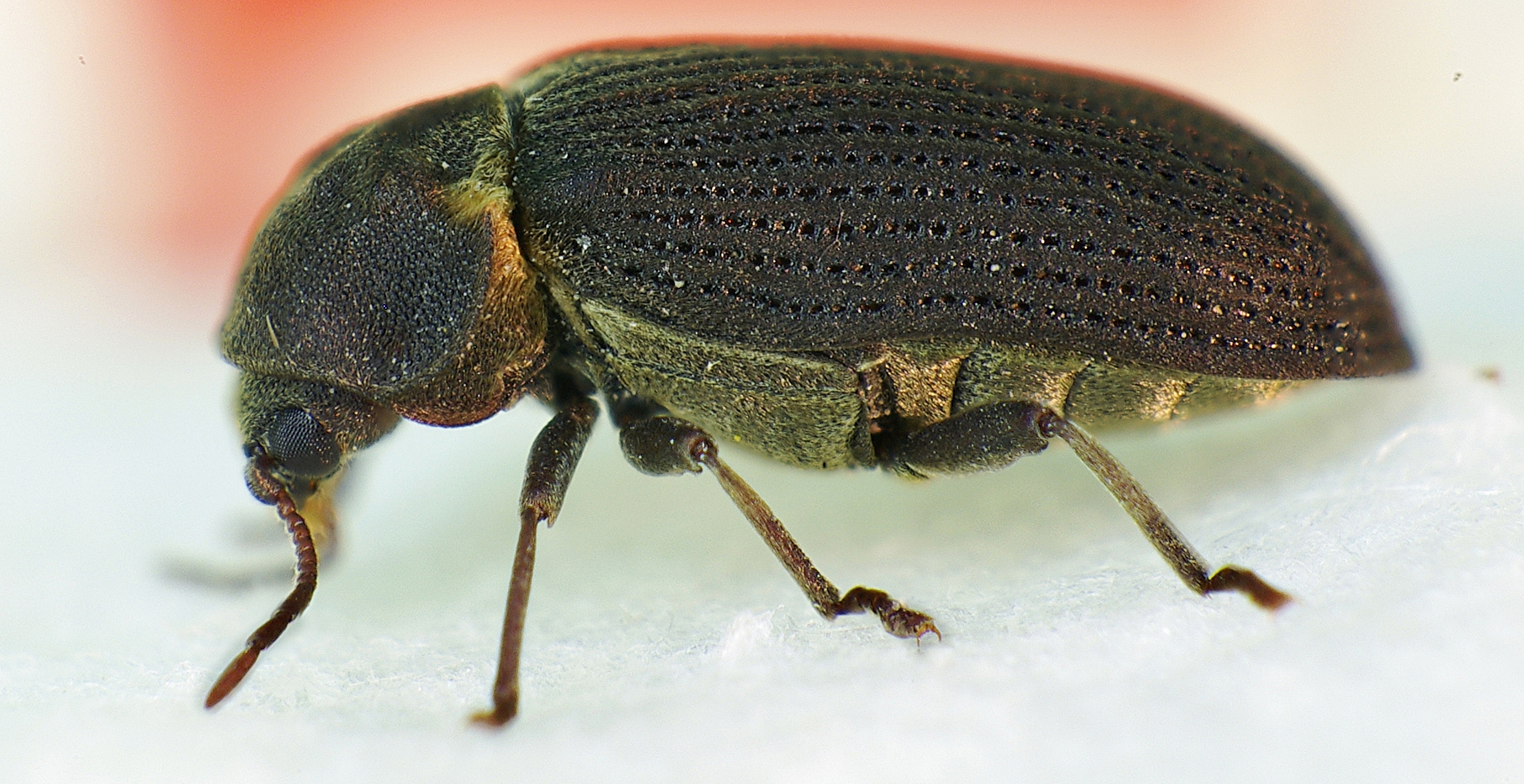
боковая сторона
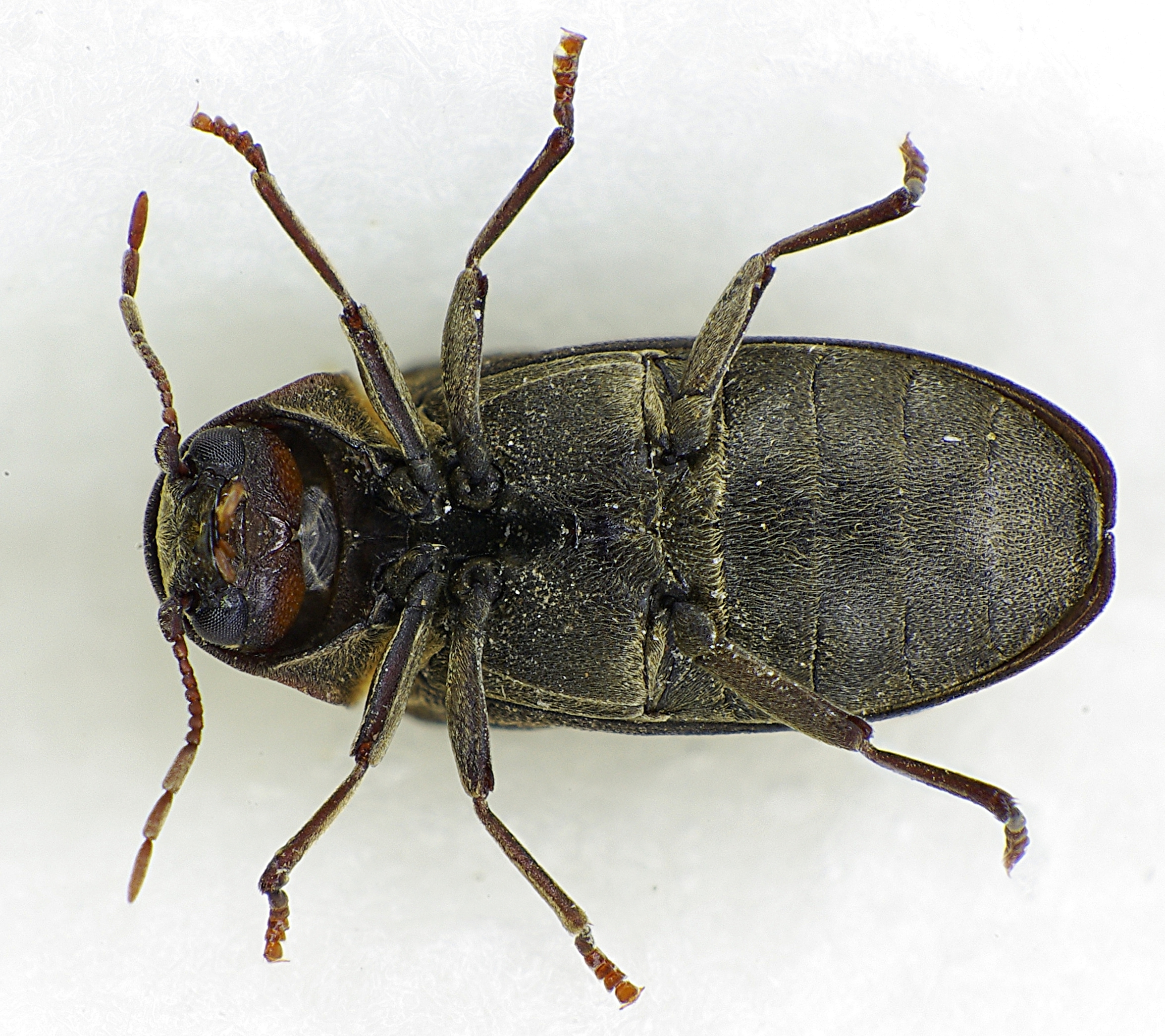
нижняя сторона
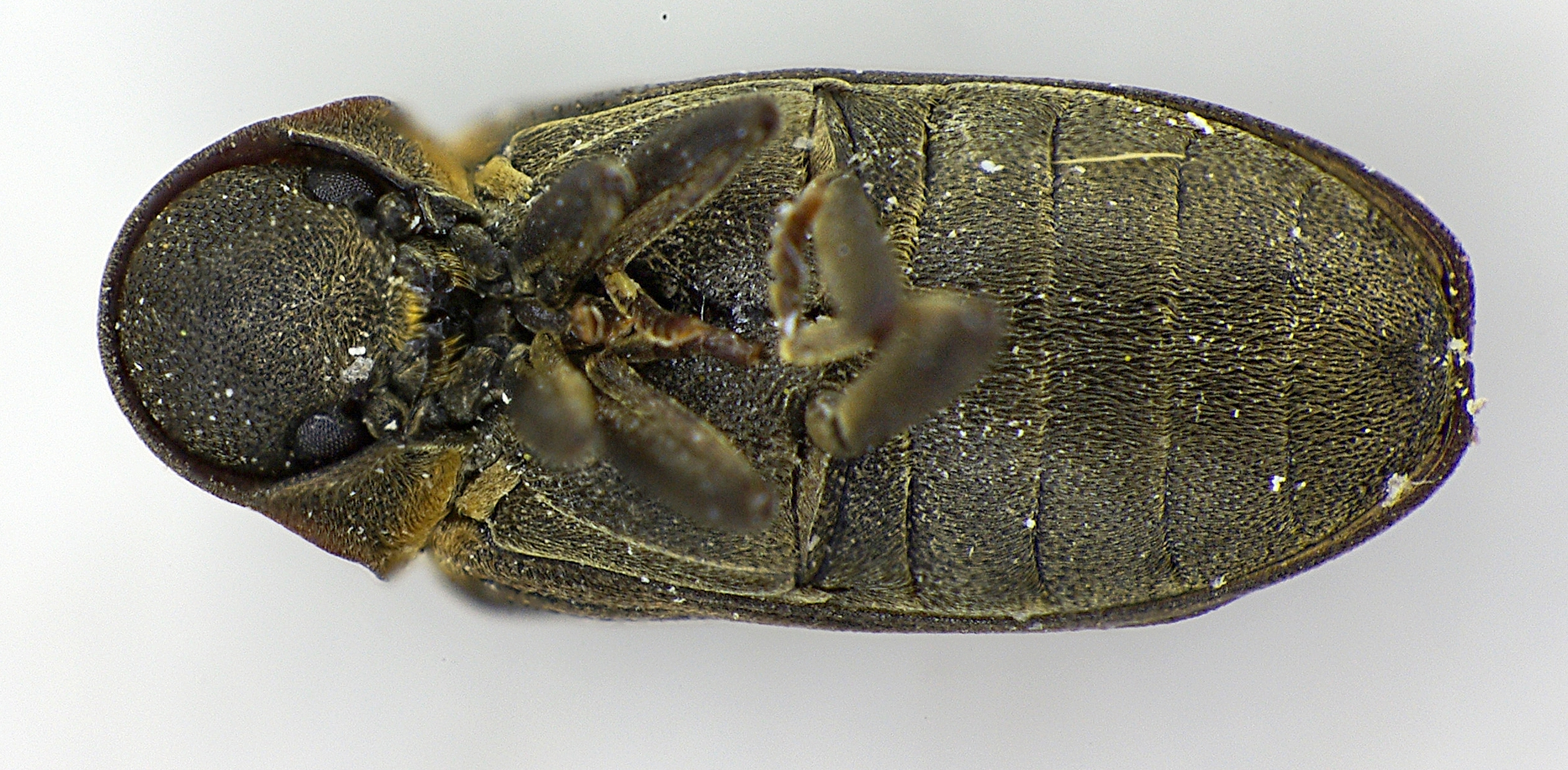
свернувшись